# 김영수 (1963년)
김영수는 대한민국의 교육자, 정당인이다. 새누리당 중앙위원회 부의장, 군산대학교 법학과 겸임교수, 박정희대통령 육영수여사 기념사업회 회장을 역임했다.

## 학력
- 연세대학교 행정대학원 행정학 석사

## 경력
- 2010~2012 서울특별시 교육청 예산과 재정심의위원
- 2007~2011 대한복지회 부총재